# Roland Krüger (Jurist)
Roland Krüger (* 8. September 1966 in Recklinghausen) ist ein deutscher Jurist und Richter am Bundesfinanzhof.

## Leben
Krüger promovierte 1995 an der Universität Osnabrück mit der Dissertation „Führen Werbungskosten zu Überschusserzielungsvermögen?“ zum Doktor der Rechte. Nach dem zweiten Staatsexamen arbeitete er zunächst fünf Jahre lang als Rechtsanwalt. Im Oktober 2001 wechselte er in die Finanzgerichtsbarkeit und wurde Richter auf Probe am Niedersächsischen Finanzgericht. Dort ernannte man ihn 2003 zum Richter auf Lebenszeit. Am Finanzgericht übernahm er in der Folgezeit für mehrere Jahre die Funktion des Präsidialrichters. 
Eine Abordnung führte ihn von Januar 2005 bis Dezember 2008 als wissenschaftlichen Mitarbeiter an den Bundesfinanzhof. 2011 wurde er mit einer halben Stelle an den Niedersächsischen Staatsgerichtshof abgeordnet. Seit 2015 ist er Richter am Bundesfinanzhof. Hier gehört er dem VI. Senat an, der für das Lohnsteuerrecht zuständig ist. 
Er ist verheiratet und hat zwei Kinder. 